# Godori
Godori (oder Go-Stop) ist ein koreanisches Glücksspiel, welches mit einem Satz aus 48 Karten gespielt wird. Es gehört zu den Karten-Raubspielen.
Als Spielkarten werden hwatu-Karten (Hangeul: 화투, Hanja: 花鬪, dt. „Kampf der Blumen“) benutzt. Diese sind, bis auf die Joker, identisch mit den japanischen hanafuda („Blumenkarten“). Die 12 verschiedenen Farben stehen für die 12 Monate, jeder Monat enthält vier Karten und wird durch eine Blume dargestellt. Zusätzlich zu den Blumen können noch verschiedene Symbole auf den Karten dargestellt sein, aus denen sich die Punkteverteilung ergibt.

## Spielprinzip
Üblicherweise wird Godori mit drei Spielern gespielt, aber auch eine 2-Spieler-Variante ist möglich. Spielen drei Spieler gegeneinander, hält jeder Spieler sieben Karten auf der Hand, sechs Karten liegen offen in der Mitte (die Anzahl variiert je nach Anzahl der Mitspieler) und der Rest verdeckt auf einem Stapel.
Gespielt wird gegen den Uhrzeigersinn. Der erste Spieler legt eine Karte aus seiner Hand auf eine offene Karte desselben Monats. Danach deckt er eine Karte vom Talon (Stapel) auf und legt sie bei keiner Übereinstimmung mit einem anderen Monat ebenfalls in die Kartenmitte. Passt sie auf einen anderen Monat, so legt er sie darauf und hat die vier zusammenpassenden Karten gewonnen. Entspricht die aufgedeckte Karte der eben ausgespielten, so muss er alle drei zusammengehörigen Karten in der Spielmitte liegen lassen.
Bei keiner Übereinstimmung muss eine Karte aus der Hand abgelegt und danach eine vom Stapel aufgedeckt werden.

## Punkte
Durch die Symbole auf den Karten lassen sich Punkte sammeln. Punkte ergeben die Kombination von gewissen Karten (fünf Tier-Karten zählen z. B. einen Punkt, jede weitere Tier-Karte einen weiteren Punkt). Besonders viele Punkte erhält der Spieler, der die drei Vogel-Karten erspielt hat; daher wird das Spiel auch „Godori“ (Vögel) genannt. Hat ein Spieler drei Punkte erspielt, so kann er „Stop“ sagen und das Spiel damit beenden. Alternativ kann er das Spiel fortsetzen, indem er „Go“ sagt. Der Spieler hat dann die Möglichkeit, weitere Punkte zu machen und so höher zu gewinnen, jedoch ist dies auch mit einem höheren Risiko verbunden.

## Karten
| Monat     | Blume                | Karten                         | Karten                                         | Karten           | Karten       |
| --------- | -------------------- | ------------------------------ | ---------------------------------------------- | ---------------- | ------------ |
|           |                      | Licht (kwang)                  | Tier (yul)                                     | Band (tti)       | Ramsch (pi)  |
| Januar    | Matsu (Kiefer)       | (kein Vogel) Kranich mit Sonne |                                                | rot mit Schrift  | Pi, Pi       |
| Februar   | Ume (Pflaume)        |                                | (Vogel) Nachtigall im Pflaumenbaum             | rot mit Schrift  | Pi, Pi       |
| März      | Sakura (Kirschblüte) | Picknickdecke und Kirschblüten |                                                | rot mit Schrift  | Pi, Pi       |
| April     | Fuji (Glyzinie)      |                                | (Vogel) Kuckuck                                | rot ohne Schrift | Pi, Pi       |
| Mai       | Shōbu (Iris)         |                                | Frosch (unter Wasser) Brücke mit Schwertlilien | rot ohne Schrift | Pi, Pi       |
| Juni      | Botan (Pfingstrose)  |                                | Schmetterlinge                                 | blau mit Schrift | Pi, Pi       |
| Juli      | Hagi (Hagi-Strauch)  |                                | Eber                                           | rot ohne Schrift | Pi, Pi       |
| August    | Susuki (Chinaschilf) | Vollmond vor rotem Himmel      | (Vogel) fliegende Gänse                        |                  | Pi, Pi       |
| September | Kiku (Chrysantheme)  |                                | (Tier oder 2Pi) Sake Schale                    | blau mit Schrift | Pi, Pi       |
| Oktober   | Momiji (Ahorn)       |                                | Hirsch unter Ahornbaum                         | blau mit Schrift | Pi, Pi       |
| November  | Kiri (Paulownie)     | chinesischer Phoenix           |                                                |                  | 2 Pi, Pi, Pi |
| Dezember  | Yanagi (Weide)       | Frosch Poet mit Regenschirm    | (kein Vogel) Schwalbe                          | rot              | 2 Pi Tornado |